# Xosse
Xosse (en rus: Шоссе) és un poble (un possiólok) de l'óblast d'Oriol, a Rússia, segons el cens del 2010 tenia 260 habitants. Pertany al districte municipal de Kromi.